# Leichtathletik-Weltmeisterschaften 2009/Teilnehmer (Belgien)
| Gelbes Symbol für Goldmedaillen mit stilisierten Olympischen Ringen | Graues Symbol für Silbermedaillen mit stilisierten Olympischen Ringen | Braundes Symbol für Bronzemedaillen mit stilisierten Olympischen Ringen |
| ------------------------------------------------------------------- | --------------------------------------------------------------------- | ----------------------------------------------------------------------- |
| —                                                                   | —                                                                     | —                                                                       |

Der belgische Leichtathletik-Verband stellte 25 Athleten bei den Leichtathletik-Weltmeisterschaften 2009 in Berlin.

## Ergebnisse

### Männer

#### Laufdisziplinen
| Athlet                                                                                      | Disziplin        | Vorlauf        | Vorlauf | Halbfinale         | Halbfinale         | Finale             | Finale             |
| Athlet                                                                                      | Disziplin        | Zeit           | Platz   | Zeit               | Platz              | Zeit               | Platz              |
| ------------------------------------------------------------------------------------------- | ---------------- | -------------- | ------- | ------------------ | ------------------ | ------------------ | ------------------ |
| Kevin Borlée                                                                                | 400 m            | 45,61 s        | 20      | 45,28 s SB         | 12                 | nicht qualifiziert | nicht qualifiziert |
| Cédric Van Branteghem                                                                       | 400 m            | 45,94 s        | 27      | nicht qualifiziert | nicht qualifiziert | nicht qualifiziert | nicht qualifiziert |
| Kristof Van Malderen                                                                        | 1500 m           | 3:46,03 min    | 39      | nicht qualifiziert | nicht qualifiziert | nicht qualifiziert | nicht qualifiziert |
| Damien Broothaerts                                                                          | 110 m Hürden     | 14,15 s        | 42      | nicht qualifiziert | nicht qualifiziert | nicht qualifiziert | nicht qualifiziert |
| Adrien Deghelt                                                                              | 110 m Hürden     | 13,78 s        | 34      | nicht qualifiziert | nicht qualifiziert | nicht qualifiziert | nicht qualifiziert |
| Michaël Bultheel                                                                            | 400 m Hürden     | 49,67 s PB     | 19      | nicht qualifiziert | nicht qualifiziert | nicht qualifiziert | nicht qualifiziert |
| Pieter Desmet                                                                               | 3000 m Hindernis | 8:31,81 min    | 22      |                    |                    | nicht qualifiziert | nicht qualifiziert |
| Krijn Van Koolwijk                                                                          | 3000 m Hindernis | 8:24,22 min SB | 15      |                    |                    | nicht qualifiziert | nicht qualifiziert |
| Kevin Borlée Cédric Van Branteghem Antoine Gillet Nils Duerinck Arnaud Ghislain Joris Haeck | 4 × 100 m        | 3:02,13 s SB   | 5       |                    |                    | 3:01,88 s SB       | 4                  |

#### Sprung/Wurf
| Athlet        | Disziplin      | Qualifikation | Qualifikation | Finale             | Finale             |
| Athlet        | Disziplin      | Weite/Höhe    | Platz         | Weite/Höhe         | Platz              |
| ------------- | -------------- | ------------- | ------------- | ------------------ | ------------------ |
| Kevin Rans    | Stabhochsprung | 5,55 m        | 12            | 5,50 m             | 12                 |
| Tom Goyvaerts | Speerwurf      | 77,37 m       | 23            | nicht qualifiziert | nicht qualifiziert |
| Thomas Smet   | Speerwurf      | 70,35 m       | 39            | nicht qualifiziert | nicht qualifiziert |

### Frauen

#### Laufdisziplinen
| Athletin                                                                                           | Disziplin    | Vorlauf    | Vorlauf | Halbfinale | Halbfinale | Finale             | Finale             |
| Athletin                                                                                           | Disziplin    | Zeit       | Platz   | Zeit       | Platz      | Zeit               | Platz              |
| -------------------------------------------------------------------------------------------------- | ------------ | ---------- | ------- | ---------- | ---------- | ------------------ | ------------------ |
| Olivia Borlée                                                                                      | 200 m        | 23,25 s    | 17      | 23,42 s    | 22         | nicht qualifiziert | nicht qualifiziert |
| Eline Berings                                                                                      | 100 m Hürden | 13,04 s    | 18      | 12,94 s NR | 14         | nicht qualifiziert | nicht qualifiziert |
| Elisabeth Davin                                                                                    | 100 m Hürden | DNF        | DNF     | –          | –          | –                  | –                  |
| Élodie Ouédraogo                                                                                   | 400 m Hürden | 56,60 s SB | 21      | 57,58 s    | 23         | nicht qualifiziert | nicht qualifiziert |
| Olivia Borlée Hanna Mariën Élodie Ouédraogo Anne Zagré Elisabeth Davin Ersatz Eline Berings Ersatz | 4 × 100 m    | 43,99 s SB | 12      |            |            | nicht qualifiziert | nicht qualifiziert |

#### Sprung/Wurf
| Athletin            | Disziplin  | Qualifikation | Qualifikation | Finale             | Finale             |
| Athletin            | Disziplin  | Weite/Höhe    | Platz         | Weite/Höhe         | Platz              |
| ------------------- | ---------- | ------------- | ------------- | ------------------ | ------------------ |
| Svetlana Bolshakova | Dreisprung | 13,89 m       | 20            | nicht qualifiziert | nicht qualifiziert |

#### Siebenkampf
| Athletin   | Disziplin | 100 m Hürden | Hochsprung | Kugelstoßen | 200 m | Weitsprung | Speerwurf | 800 m | Punkte | Platz |
| ---------- | --------- | ------------ | ---------- | ----------- | ----- | ---------- | --------- | ----- | ------ | ----- |
| Sara Aerts | Ergebnis  | 13,45 s      | 1,68 m     | DNS         | DNS   | -          | -         | -     | -      | DNF   |
| Sara Aerts | Punkte    | 1058         | 830        | 0           | 0     | -          | -         | -     | -      | DNF   |